# سکوت (فیلم ۱۳۷۷)
سکوت فیلمی ایرانی به کارگردانی محسن مخملباف و محصول سال ۱۹۹۸ میلادی است.
این فیلم در تاجیکستان فیلمبرداری شده است.

## موضوع فیلم
این فیلم به زندگی پر فراز و نشیب یک کودک نابینای علاقه‌مند به موسیقی می‌پردازد و به نوعی روایتگر سختی‌های فقر و نداری توده مردم در تاجیکستان نیز هست.